# Жовтець їдкий

Жовте́ць їдки́й, терпибіда, искорник (Ranunculus acris) — квіткова рослина з роду жовтець (Ranunculus) родини жовтецевих (Ranunculaceae).

## Ботанічна характеристика

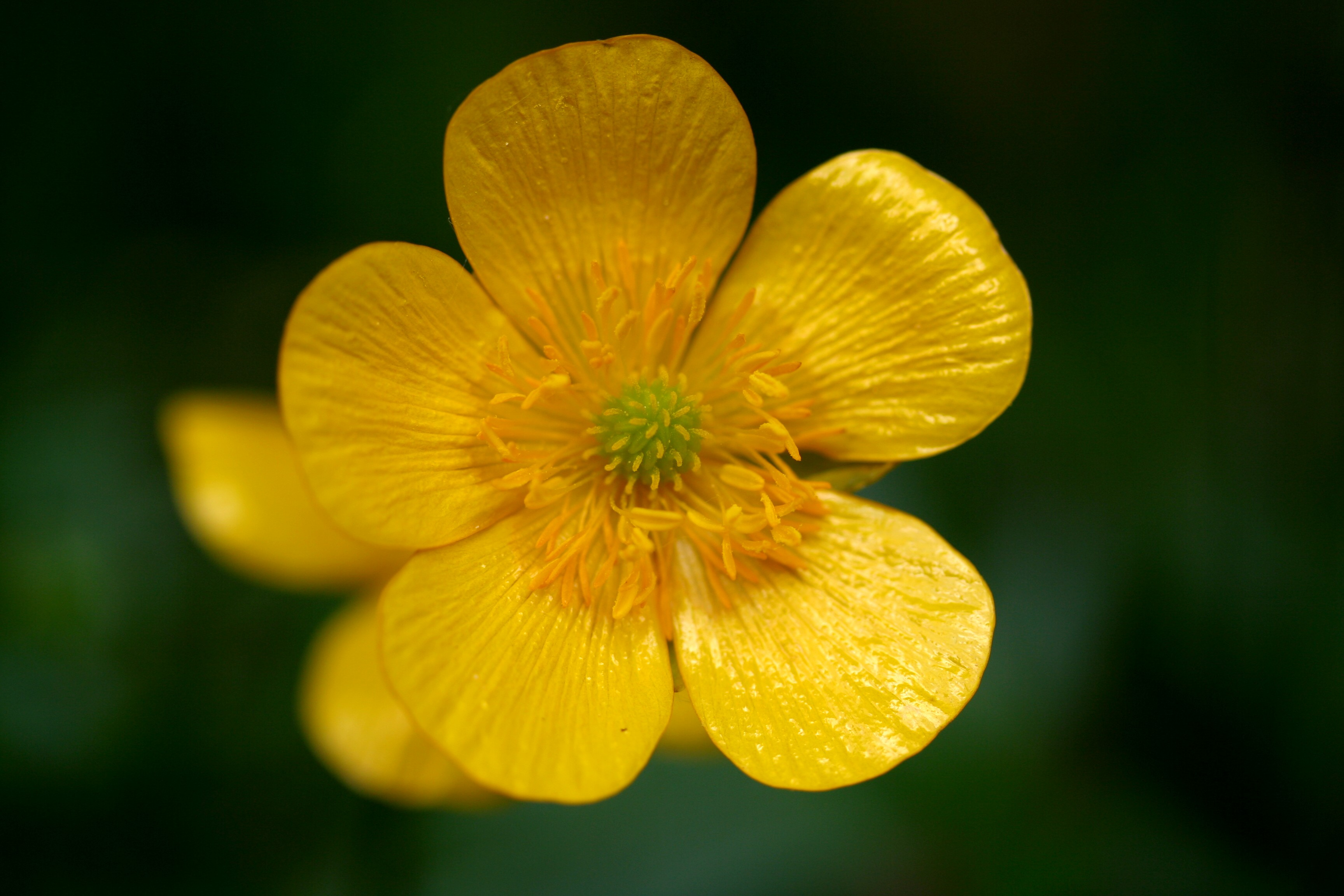
Квітка

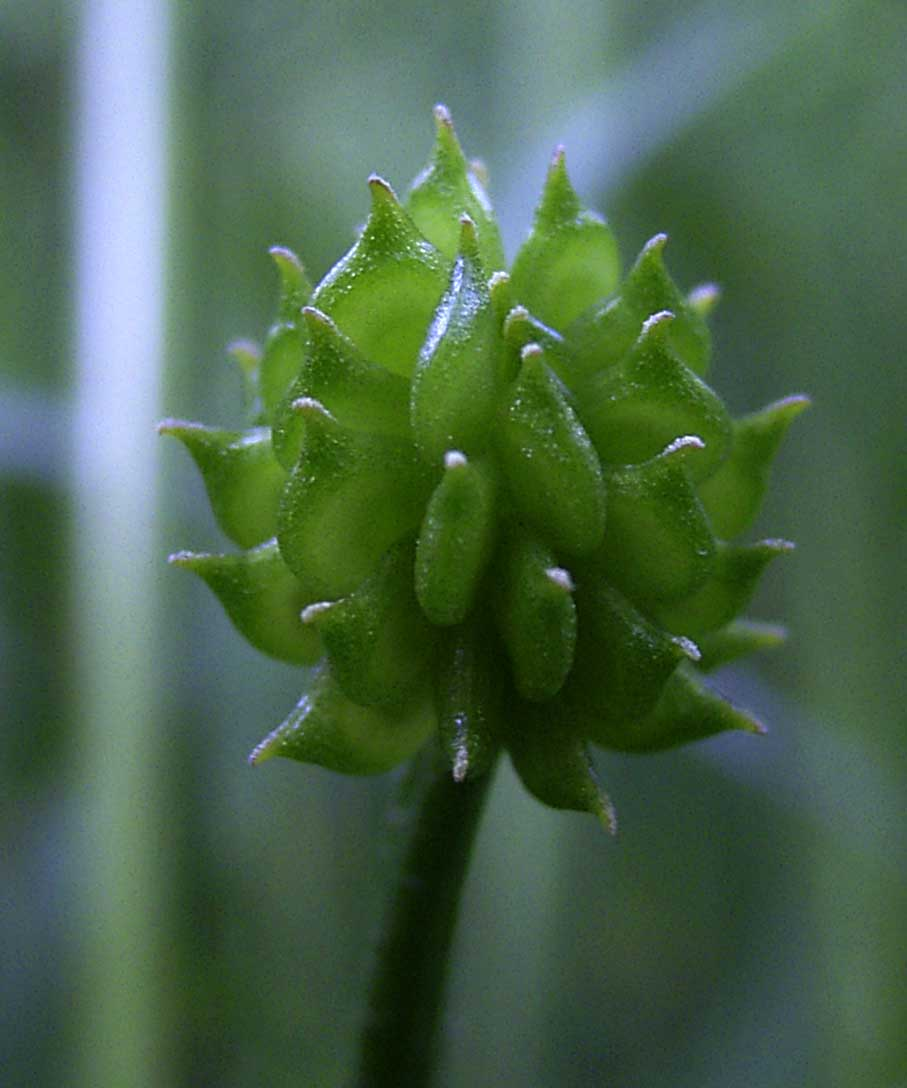
Плід

Багаторічна рослина заввишки 20-50 см з коротким розгалуженим кореневищем. Гемікриптофіт.
- Стебло прямостояче, гіллясте, з притиснутими волосками, з листям.
- Нижні листки довгочерешкові, в контурі п'ятикутні, пальчатороздільні, частки їх ромбічні, надрізані на ланцетні зубчасті часточки; верхні листки сидячі, трироздільні на лінійно-ланцетні, загострені, цілокраї часточки.
- Квітки поодинокі верхівкові або зібрані в напівпарасольки, з 5 чашолистками, 5 золотисто-жовтими пелюстками, численними тичинками і маточками, діаметром 8-15 мм, на довгих циліндричних запушених квітконіжках. Чашолистки злегка віддалені, пелюстки широкояйцеподібні.
- Цвіте з травня по вересень.
- Плід — багатогорішок з прямими носиками у горішків.

Схожий на жовтець золотистий, який відрізняється запушеними плодиками і 3-5 — лопатевими прикореневими листками.
Отруйна рослина.

## Поширення
Росте на луках, галявинах, полях. Поширений в Європі та Азії.

## Хімічний склад
Надземна частина у свіжому вигляді містить протоанемонін (анемонол), сапонін, дубильні речовини, флавонові і сердечні глікозиди. У листках знайдено 100—170 мг% аскорбінової кислоти, 12 — 13 мг% каротину, в плодах — 16 — 18 % жирної олії. Отруйна рослина.

## Застосування
Препарати жовтеця їдкого лікують туберкульоз шкіри. Малі дози протоанемоніну вчиняють стимулювальну дію на центральну нервову систему, активують елементи ретикуло-ендотеліальної системи, збільшують кількість еритроцитів і гемоглобіну. Також протоанемонін має антимікробні і фунгіцидні властивості відносно стафілококу, кишкової палички, білої плісняви. У більших дозах викликає роз'ятрювання і некроз тканин. Сік листя виявляє активність відносно дизентирійного мікробу Зонне. Свіжу рослину використовують в гомеопатії. У ветеринарній медицині протоанемонін діє як засіб, що сприяє відновленню тканин і сильно прискорює заживлення ран.
В народній медицині квіти у невеликих дозах використовують при захворюваннях печінки, бронхіті, зубному болю. Відвар квіток має інсектицидні властивості, його можна використовувати для боротьби з клопами і тарганами.
Медодай, дає нектар і пилок.